# Fúria Sabínia Tranquil·lina
Fúria Sabínia Tranquil·lina (llatí: Furia Sabinia Tranquillina) fou la filla de Misiteu, prefecte del pretori, i esposa de Gordià III.
Segons les monedes que s'han trobat l'enllaç entre Sabina i Gordià ha estat situat l'any 241, i es desconeix si hi va haver descendència o no. En parla Juli Capitolí a la Historia Augusta i Eutropi.